# Vurnari járás
A Vurnari járás (oroszul Вурнарский район, csuvas nyelven Вăрнар районĕ) Oroszország egyik járása Csuvasföldön. Székhelye Vurnari.

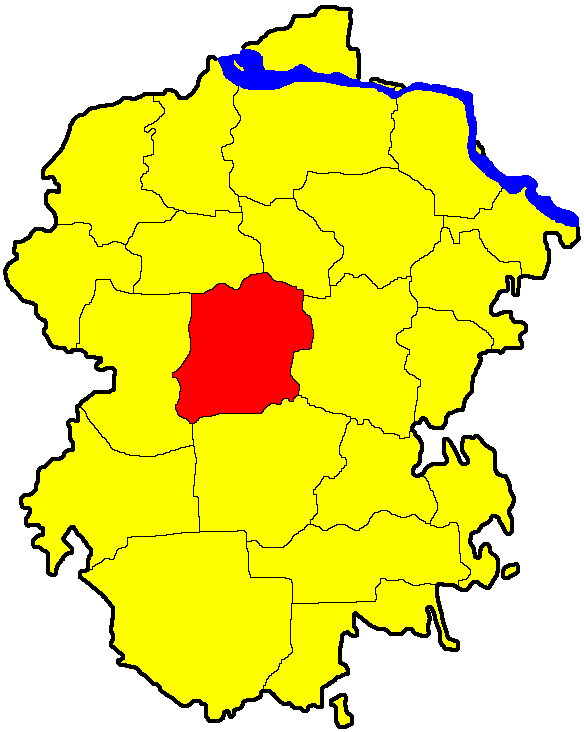
A Vurnari járás Csuvasföldön

## Népesség
- 1989-ben 44 864 lakosa volt.
- 2002-ben 41 417 lakosa volt, melynek 91%-a csuvas.
- 2010-ben 35 850 lakosa volt.